# The Kingsroad
"The Kingsroad" er den anden episode af HBOs middelalderlige fantasy tv-serie Game of Thrones, første gang vist den 24. april 2011. Den blev skrevet af seriens skabere David Benioff og D. B. Weiss, og instrueret af Tim Van Patten.
Næsten al handlingen af episoden sker under en rejse: Eddard Stark og hans døtre ledsage kongens omgangskreds til Kings Landing, for at besætte posten som Kongens Hånd, Tyrion slutter sig til Jon i hans rejse til Muren og det nygifte Daenerys går med hendes mands khalasar til byen Vaes Dothrak. I mellemtiden i Winterfell en våger sørgende Catelyn Stark over sin bevidstløse søn Bran.
Seertallene var uændret i forhold til premieren, på trods af den anden episode blev vist på en påskesøndag. Den kritisk modtagelse af episoden var gunstige. Filmesteder omfattede flere bemærkelsesværdige nordirske steder, og optagelserne selv blev kompliceret af vanskelighederne ved at integrere hundeaktører i flere afgørende scener.

## Plot

### På tværs af Det smalle Hav
På vejen til Vaes Dothrak med al den khalasar, afslører Jorah Mormont (Iain Glen) til Viserys (Harry Lloyd), at han blev forvist for at sælge krybskytter til slavehandlere. Viserys forsikrer Jorah at han ikke bliver straffet, hvis Viserys havde været konge og viser sin utålmodighed til sin nye svorger, Khal Drogo (Jason Momoa), ved at låne Viserys hans hær.
Daenerys (Emilia Clarke) har svært ved at tilpasse sig sit nye ægteskab og den nomadiske livsstil. Hendes eneste trøst er tre drageæg, der var blandt hendes bryllupgaver. Hun er synligt fortvivlet og i smerte under intime forbindelser med Khal. For at føle sig mere i kontrol over hendes ægteskabelige liv, spørger hun en af hendes tjenerinder, tidligere kurtisane Doreah (Roxanne McKee), for at lære hende, at behage hendes nye mand.

### I nord
Bran (Isaac Hempstead-Wright) er faldet i en koma, efter hans fald fra tårnet. Tyrion Lannister (Peter Dinklage) oplyser hans søskende, som på trods af Bran fald, vil drengen overleve, til stor fortrydelse for de incestuøse Lannister-tvillinger.
Det er tid til afsked, hvor Stark familien skal splittes fra hinanden. Neds to døtre rejser med deres far til hovedstaden. Jon Snow (Kit Harington) rejser for at slutte sig til sin onkel Benjen (Joseph Mawle) som en mand af Nattens Vogtere ved Muren. Tyrion, der ønsker at se "kanten af verden" ledsager dem. Før de forlader hinanden, giver Jon et sværd til sin søster Arya (Maisie Williams), som en gave. Lady Catelyn Stark (Michelle Fairley) over ødelagt af hendes mands forestående afgang og har stået vagt ved siden af sin søn Bran siden hans fald. Efter altid dybt ildeberørt over Jon, beder Catelyn ham om at forlade dem, da han kommer for at sige farvel til Bran, og derefter revser han sin mand Ned (Sean Bean) for at forlade hende, og give efter for kravene fra Kong Robert (Mark Addy). Jon spørger Ned om hans mor, og Ned lover at fortælle Jon om hende, næste gang de mødes.
Sent en nat efter Neds afrejse, bryder en brand ud på Winterfell og i den deraf følgende kaos, forsøger en lejet snigmorder på til at dræbe Bran. Catelyn holder angriberen hen, længe nok til at Brans kæmpeulv river snigmorder hals over. Mordforsøget vækker Catelyns mistanke, og efter at finde lange blonde hår i den forladte tårn, hvor Bran faldt konkluderer hun, at Lannisterne på en eller anden måde er involveret. Efter at betro sig med med hendes mest betroede rådgivere, hendes søn Robb (Richard Madden), Maester Luwin (Donald Sumpter),Våbenmesteren Ser Rodrik Cassel (Ron Donachie) og Starks' vasal Theon Greyjoy (Alfie Allen) beslutter hun sig for gå til Kings Landing i hemmelighed med Rodrik som hendes eskorte for at advare sin mand.

### På Muren
Jon og Tyrion ser muren for første gang, da de ankommer med Benjen og de andre rekrutter. Undervejs til Muren, hvor Tyrion og Jon diskutere Nattens Vogtere, er Tyrion hurtig til at befri Jon for forestilling om at Vogterne, som en ædel kæmper mod de mytiske rædsler, der bor uden for Muren (som det var i historien), og påpeger, at det nu er mere en losseplads for uønskede i Westeros-kriminelle, fanger og bastarder.

### Inn at the Crossroads
På deres vej til Kings Landing, standser kongens omgangskreds for at hvile dig ved en kro. Mens de nyligt forlovet Prins Joffrey (Jack Gleeson), og Sansa Stark (Sophie Turner) går langs floden, løber de ind i Arya øve med pinde med sin ven, en slagterdreng ved navn Mycah (Rhodri Hosking). For at håne drengen trækker Joffrey sit sværd, og kræver en duel, under påskud af at straffe ham for ved et uheld at rammer Arya, som er et medlem af adelen. Mycah og Arya forklare desperat, at hun bad ham om at øve med hende. Arya rammer Joffrey mens hendes ven flygter. Joffrey bliver rasende tændes, og er ved at slå hende med sit sværd, da hendes kæmpeulv Nymeria bider hans håndled. Arya griber sit sværd og kaster det i floden, før de kører ind i skoven, hvor hun fordriver Nymeria og gemmer sig indtil det blev mørkt.
Bagefter beskylder Joffrey Arya og hendes kæmpeulv af sende opkobling op mod ham. Uvillige til at miste favør med sin forlovede ved offentligt at udsætte en løgn, hævder Sansa hun husker ingenting. Syge af smålige skænderier, revser Kong Robert sin søn for at tillade sig selv at blive afvæbnet af den yngre pige, og erklærer, at fædrene selv vil straffe deres respektive børn. Men Robert giver efter for sin kone Cerseis (Lena Headey) krav og beordrer kæmpeulven dræbt. Da Nymeria er flygtet er det Sansas ulv, Lady, er bliver ofret.

## Modtagelse

### Ratings
Den anden episode af Game of Thrones tiltrak de samme seertal som premieren, med 2,2 millioner seere. Den anden gentagelse opnåede 0,7 mio, hvilket var også lignende fra den foregående uges tal. Disse ratings er blevet betragtet som positive, især i betragtning af at det blev sendt på en påskesøndag.

### Kritisk respons
Den kritisk reaktion var positiv, selv om nogle kritikere mente, at episoden var ringere end den første episode. Entertainment Weekly s James Hibberd betragtede den anden episode som bedre end den første episode,  mens TV Squads Maureen Ryan gav "The Kingsroad" laveste score af de første seks afsnit af serien. Matt Fowler, der gennemgik episode for IGN, gav det en score på 8 ud af 10, og fastholdt, at det var stadig en solid indsats, der fokuserede på at flytte alle hovedpersonerne ud af deres comfort zone. Tod VanDerWerff fra The A.V. Club gav episoden en "B", og sagde "det var et lille skridt op ad fra pilotepisoden ... og er en særdeles begivenhedsrigt times Game Of Thrones, med plotpointe efter plotpointe i en rask, temmelig økonomisk anliggende."
Alan Sepiwall fra HitFix, beskrev har "The Kingsroad" som en overgangsepisode, og var derfor "ikke så tilbøjelige til at blive ophidsende som premieren eller nogle af sæsonens senere episoder". Maureen Ryan følte, at serien manglede en tematisk samling, og mens det havde nogle effektive øjeblikke, på andre måder "manglede følelsesmæssig gnist." På Cultural Learnings indrømmede Myles McNutt at man skulle flytte alle brikker på plads, hvilket fik episoden til at ligne en rejsebeskrivelse, men han betragtede den manglende sammenhæng i være meget målrettet, da det var med til at understrege opdelingen af Stark familien og de forskellige bevæggrunde og skæbner, der ventede hovedpersonerne. 